# Cổ thực vật học

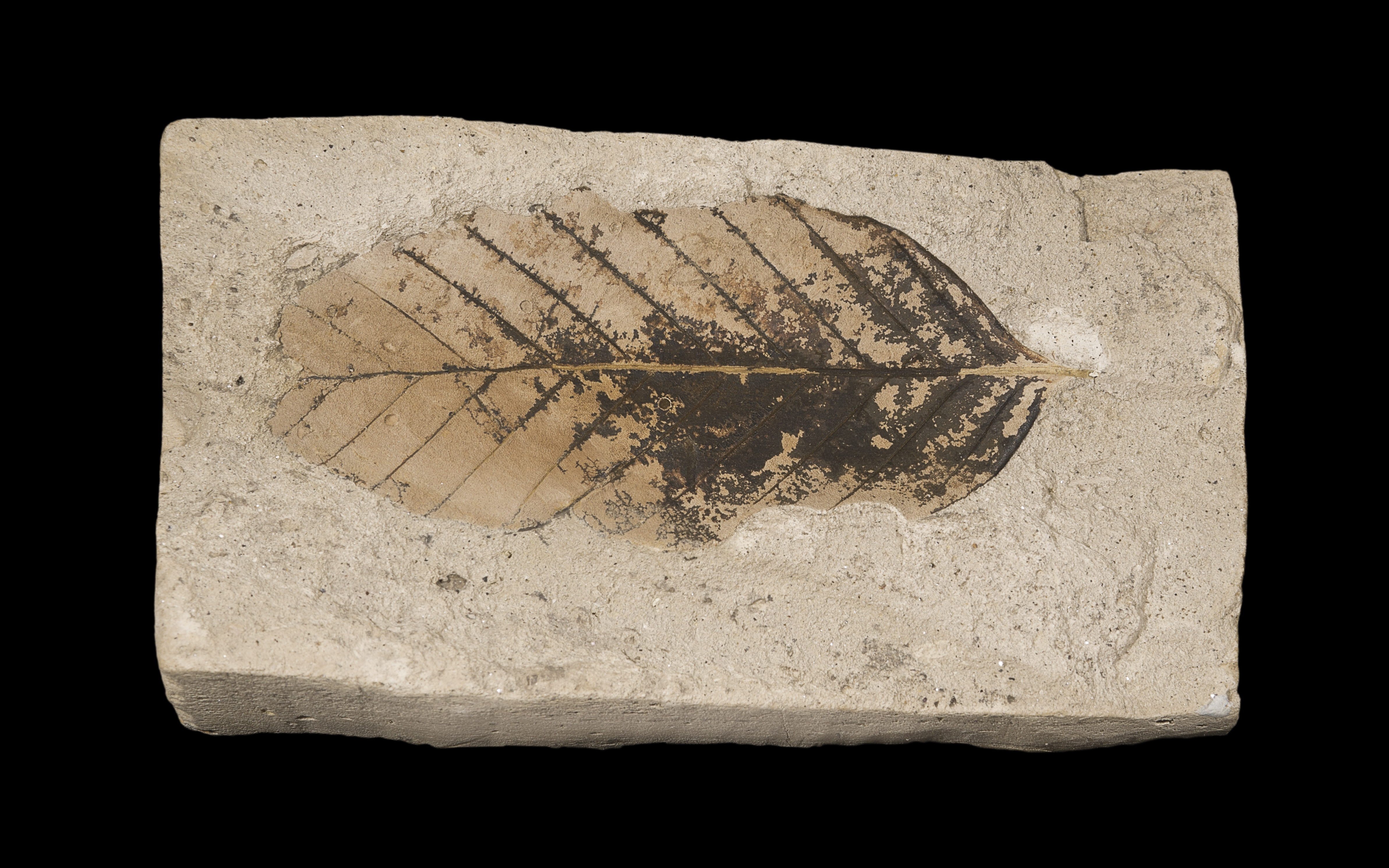
Một hóa thạch lá của Dẻ gai châu Âu (Fagus sylvatica) from the late Pliocene of France, approximately 3 million years ago

Cổ thực vật học là một phân ngành của cổ sinh vật học có nhiệm vụ tìm lại và nhận diện các mẫu vật thực vật từ các bối cảnh địa chất, và sử dụng chúng để tái dựng lại những sinh cảnh trong quá khứ (cổ địa lý học), và cả lịch sử tiến hóa của thực vật, với một sự liên quan tới tiến hóa của sự sống nói chung. Cổ thực vật học bao gồm việc nghiên cứu hóa thạch thực vật trên cạn, cũng như nghiên cứu sinh vật quang dưỡng tiền sử dưới biển ví dụ như tảo, rong biển hay tảo bẹ quang hợp. Một lĩnh vực có liên quan mật thiết chính là phấn hoa học, phân ngành nghiên cứu về các loại bào tử và phấn hoa đã hóa thạch hoặc đang tồn tại.
Cổ thực vật học là một lĩnh vực quan trọng đối với việc tái dựng các hệ thống sinh thái và khí hậu cổ đại, còn được biết đến với cái tên lần lượt là cổ sinh thái học và cổ khí hậu học; và là nền tảng của việc nghiên cứu sự phát triển và tiến hóa của thực vật xanh. Cổ thực vật học cũng đã trở nên quan trọng với lĩnh vực khảo cổ học, chủ yếu là ở việc ứng dụng phytolith trong xác định niên đại tương đối và trong khảo cổ thực vật học.
Cổ thực vật học bắt đầu nổi lên như là một ngành khoa học từ đầu thế kỷ XIX, đặc biệt là trong các công trình của nhà cổ sinh vật học người Đức Ernst Friedrich von Schlotheim, nhà quý tộc và học giả người Czech (Bohemia) Kaspar Maria von Sternberg, và nhà thực vật học người Pháp Adolphe-Théodore Brongniart.